# 1971 chez Disney
L'année 1971 au sein de la société Walt Disney Productions est marquée par l'ouverture de Walt Disney World Resort en Floride mais aussi par le début du procès contre les auteurs de comics underground Air Pirates.

## Résumé
Mark Arnold considère que l'année 1971 doit être la première durant laquelle s'est posée la question « Qu'aurait fait Walt ? » avec la fin du mandat de Roy Disney au cours duquel les dernières idées et concepts de Walt Disney ont été développés. Avec le décès de Roy Disney en décembre 1971, Donn Tatum est nommé CEO et président du conseil d'administration, postes qu'il occupe jusqu'en 1980 date à laquelle il laisse la place à Card Walker.
L'université CalArtsouvre ses portes à Valencia en Californie, elle a été financée par Disney afin d'avoir une formation pour de futurs animateurs et illustrateurs.
La société crée une filiale nommée The Walt Disney Distributing Company pour concevoir ses propres design de marchandises et de ne plus dépendre des créations réalisées par les entreprises ayant obtenues des licences. Elle ferme en 1977. Malgré l'importante charge financière que le projet de Walt Disney World représente, la société n'est pas endettée grâce aux qualités de gestionnaire de Roy O. Disney .

### Productions audiovisuelles
Le dernier projet initié par Walt Disney pour les longs métrages est L'Apprentie sorcière qui était présenté comme une alternative à Mary Poppins (1964) au cas où Pamela L. Travers n'aurait pas donné son accord. En raison du succès du film Les Aristochats l'année précédente, le studio annonce officiellement la production de =Robin des Bois malgré une sortie prévue en 1973. Le studio ressort les films La Belle et le Clochard (1955) et Vingt Mille Lieues sous les mers (1954) et Pinocchio (1940). Un film qui aurait pu être produit par le studio sort en salle mais réalise un mauvais résultat Charlie et la Chocolaterie, produit par Paramount Pictures.
Les productions télévisuelles pour The Wonderful World of Disney sont toujours aussi nombreuses avec une dizaine de téléfilms. Deux émissions dédiées à Walt Disney World sont diffusées : Project Florida et une émission spéciale de  90 minutes pour l'ouverture The Grand Opening of Walt Disney World.

### Parcs à thèmes et loisirs
Durant l'année 1971, le parc Disneyland accueille son 100 millionième visiteur. La cérémonie a lieu le 18 juin 1971 vers 11 h 13 et récompense Valerie Sludo, une jeune femme de 22 ans venue de New Brunswick dans le New Jersey. L'attraction Indian War Canoes est rebaptisée Davy Crockett's Explorer Canoes tandis que l'espace Indian Village est détruit en vue de construire la zone Bear Country prévue en 1972.
Le 1er octobre 1971 le complexe de Walt Disney World Resort ouvre ses portes en Floride après des tests réalisés en septembre. Roy Disney, frère de Walt Disney s'est assuré de la tenue des délais et du respect du budget, avant de s'éteindre en décembre 1971. La plupart des attractions du Magic Kingdom sont présentes à l'ouverture mais quelques-unes ouvrent par choix ou par concept dans les mois suivants. Le camping Disney's Fort Wilderness Resort et l'attraction America the Beautiful de type Circle-Vision 360° ouvrent en novembre tandis que le premier tournoi de golf à lieu en décembre (voir Golf à Walt Disney World), le Walt Disney World Open Invitational. Le parc compte deux attractions uniques, les autres existant déjà en Californie à Disneyland, Mickey Mouse Revue et Country Bear Jamboree. Mickey Mouse Revue a été déménagée à Tokyo Disneyland en 1983 et Country Bear Jamboree a été dupliquée à Disneyland en 1972.
Les dernières idées de Walt Disney encore non réalisée mais entamées sont Space Mountain qui ouvre en 1974 au Magic Kingdom et le parc Epcot.

### Autres médias
Les filiales musicales voient leurs effectifs se réduire et une conséquence est l'absence de nouvel album au profit de rééditions et de compilations. Il y a quatre albums inspirés par des attractions du Magic Kingdom : Country Bear Jamboree, Hall of Presidents, Mickey Mouse : This is My Life et Walt Disney World. C'est en 1971 que le nom de Carl Barks est pour la première fois dévoilé au public grâce à Les Daniels et son ouvrage Comix: A History of the Comic Book in America qui est le premier livre qui consacre aussi aux autres genres de comics que les super héros.
Gold Key Comics poursuit ses publications de comics. Deux séries de comics issues de l'univers des Aristochats débutent durant l'année intitulée The Aristokittens et O'Malley and the Alley Cats ainsi qu'une édition unique sur Pinocchio, The Wonderful Adventures of Pinocchio.
Publications Gold Key Comics
- Donald Duck
- Mickey Mouse
- Uncle Scrooge
- Walt Disney's Comics and Stories
- The Beagle Boys
- Huey, Duey, Louie Junior Woodchunks
- Chip'n Dale
- Super Goof
- Moby Duck
- Scamp
- Walt Disney Comics Digest
- Walt Disney Showcase
- The Aristokittens
- O'Malley and the Alley Cats

En 1971, Walt Disney Productions entame un procès contre le groupe de dessinateurs de comics underground Air Pirates incluant Dan O'Neill, auteurs d'un comics underground intitulé Air Pirates Funnies, qui publiait des histoires non autorisées des personnages de Disney. En 1972, une injonction de la court précise que la plainte concerne une vision « dégradée, obscène et insultante » des personnages de Mickey et Minnie Mouse en plus des violations de copyrights. Disney en la personne de son avocat John Hoffman demande 5 000 USD pour chacune des sept violations de copyrights et 100 000 USD de dommages sans compter ceux pour les violations de copyrights. Hoffman précise que c'est la première fois que le studio procède de la sorte pour des utilisations non autorisées de ses personnages. La presse indique que les accusés sont les artistes Dan O'Neill, Ted Richards, Bobby London, Gary Hallgren et 50 inconnus. Le contenu, de ce que les auteurs évoquent comme des parodies, est résumé ainsi « Donald en voyeur surprend Minnie Mouse nue tandis que Bucky Bug a des rapports avec June Bug. » Mark Arnold considère les histoires non pas insultantes mais trop proches des productions sans en être non plus des parodies. En 1978, la court condamne le collectif d'auteurs mais en 1980, comme ceux-ci ne paient pas l'amende, Disney abandonne les poursuites et ne cherche pas à toucher les sommes dues aussi longtemps que les Air Pirates cessent de plagier ses personnages,. Finalement les auteurs n'ont plus le droit de republier ces histoires.

### Futures filiales
En 1971, la FCC publie une réglementation que la production et la syndication des émissions de télévision ne peuvent plus être faites par la même société. Elle provoque  la scission l'année suivante d'ABC Films en deux sociétés indépendantes Worldvision Enterprises pour la syndication et ABC Circle Films pour la production,.
Capital Cities Communications achète la société Triangle Publications qui détient entre autres la station WFIL-AM-FM-TV à Philadelphie.
Le réalisateur George Lucas fonde Lucasfilm.

## Événements

### Janvier
- 20 janvier 1971, Sortie nationale du film Le Pays sauvage aux États-Unis[14]

### Mars
- 17 mars 1971, Sortie nationale du film Un singulier directeur aux États-Unis[5],[15].

### Avril
- 27 avril 1971, Capital Cities Communications renomme la chaîne WFIL-TV en WPVI-TV à la suite de l'achat de Triangle Publications[16],[17].

### Mai
- 19 mai 1971, Renommage de l'attraction Indian War Canoes en Davy Crockett's Explorer Canoes à Disneyland[18]

### Juin
- 18 juin 1971, le parc Disneyland accueille son 100 millionième visiteur Valerie Sludo, une jeune femme de 22 ans venue de New Brunswick dans le New Jersey[4]
- 22 juin 1971, Sortie nationale du film Scandalous John aux États-Unis[19],[20].
- 30 juin 1971, Sortie nationale du film La Cane aux œufs d'or aux États-Unis[21],[22].

### Juillet
- 15 juillet 1971 : Décès de Bill Thompson, acteur ayant prêté sa voix à plusieurs personnages Disney[23],[24].

### Octobre
- 1er octobre 1971, Ouverture du Magic Kingdom au Walt Disney World Resort en Floride, avec deux hôtels reliés par monorail et de trois golfs.
- 2 octobre 1971, Ouverture de l'attraction Admiral Joe Fowler Riverboat au Magic Kingdom[25]
- 3 octobre 1971, Ouverture de Peter Pan's Flight au Magic Kingdom de Walt Disney World Resort[26]
- 14 octobre 1971, Ouverture de l'attraction 20,000 Leagues Under the Sea au Magic Kingdom[27]
- 23 octobre 1971, Cérémonie d'inauguration du Magic Kingdom au Walt Disney World Resort, présidée par Roy Oliver Disney
- 24 octobre 1971, Première représentation du spectacle nocturne Electrical Water Pageant à Walt Disney World Resort[28]

### Novembre
- 11 novembre 1971, Première mondiale du film L'Apprentie sorcière au Royaume-Uni[29],[30],[31],[32]
- 19 novembre 1971, Ouverture du Disney's Fort Wilderness Resort au Walt Disney World Resort[33]
- 25 novembre 1971, Ouverture de l'attraction America the Beautiful au Magic Kingdom[34]

### Décembre
- 8 décembre 1971, Sortie du film Les Aristochats en France
- 13 décembre 1971, Sortie nationale du film L'Apprentie sorcière aux États-Unis[32],[31]
- 20 décembre 1971, Décès de Roy Oliver Disney, frère de Walt Disney[3]
- 24 décembre 1971, Ouverture de l'attraction Flight to the Moon au Magic Kingdom[35]